# وارن (آرکانزاس)
وارن (آرکانزاس) (به انگلیسی: Warren, Arkansas) یک شهر در ایالات متحده آمریکا با جمعیت ۶٬۰۰۳ نفر است که در آرکانزاس واقع شده‌است.

## موقعیت جغرافیایی
موقعیت جغرافیایی شهرها و مناطق اطراف به شرح زیر است: